# Jeagelberg (Zweden)
De Jeagelberg, Samisch: Jeageloaivi, is een berg in het noorden van Zweden, een uitloper van het  Scandinavische Hoogland. De berg ligt in de gemeente Kiruna op vier kilometer van de Könkämä, die daar de grens met Finland vormt, en nog dichterbij het Vittankimeer, dat rechtstreeks op de Könkämä uitkomt. Er ligt veel rots op de berg en de Jeageljohka begint op Jeagelberg.